# 1677 год
1677 (ты́сяча шестьсо́т се́мьдесят седьмо́й) год  по григорианскому календарю — невисокосный год, начинающийся в пятницу. Это 1677 год нашей эры, 7‑й год 8‑го десятилетия XVII века 2‑го тысячелетия, 8‑й год 1670‑х годов. Он закончился 348 лет назад.
| Пн | Вт | Ср | Чт | Пт | Сб | Вс |
|    |    |    |    | 1  | 2  | 3  |
| 4  | 5  | 6  | 7  | 8  | 9  | 10 |
| 11 | 12 | 13 | 14 | 15 | 16 | 17 |
| 18 | 19 | 20 | 21 | 22 | 23 | 24 |
| 25 | 26 | 27 | 28 | 29 | 30 | 31 |

| Пн | Вт | Ср | Чт | Пт | Сб | Вс |
| 1  | 2  | 3  | 4  | 5  | 6  | 7  |
| 8  | 9  | 10 | 11 | 12 | 13 | 14 |
| 15 | 16 | 17 | 18 | 19 | 20 | 21 |
| 22 | 23 | 24 | 25 | 26 | 27 | 28 |

| Пн | Вт | Ср | Чт | Пт | Сб | Вс |
| 1  | 2  | 3  | 4  | 5  | 6  | 7  |
| 8  | 9  | 10 | 11 | 12 | 13 | 14 |
| 15 | 16 | 17 | 18 | 19 | 20 | 21 |
| 22 | 23 | 24 | 25 | 26 | 27 | 28 |
| 29 | 30 | 31 |    |    |    |    |

| Пн | Вт | Ср | Чт | Пт | Сб | Вс |
|    |    |    | 1  | 2  | 3  | 4  |
| 5  | 6  | 7  | 8  | 9  | 10 | 11 |
| 12 | 13 | 14 | 15 | 16 | 17 | 18 |
| 19 | 20 | 21 | 22 | 23 | 24 | 25 |
| 26 | 27 | 28 | 29 | 30 |    |    |

| Пн | Вт | Ср | Чт | Пт | Сб | Вс |
|    |    |    |    |    | 1  | 2  |
| 3  | 4  | 5  | 6  | 7  | 8  | 9  |
| 10 | 11 | 12 | 13 | 14 | 15 | 16 |
| 17 | 18 | 19 | 20 | 21 | 22 | 23 |
| 24 | 25 | 26 | 27 | 28 | 29 | 30 |
| 31 |    |    |    |    |    |    |

| Пн | Вт | Ср | Чт | Пт | Сб | Вс |
|    | 1  | 2  | 3  | 4  | 5  | 6  |
| 7  | 8  | 9  | 10 | 11 | 12 | 13 |
| 14 | 15 | 16 | 17 | 18 | 19 | 20 |
| 21 | 22 | 23 | 24 | 25 | 26 | 27 |
| 28 | 29 | 30 |    |    |    |    |

| Пн | Вт | Ср | Чт | Пт | Сб | Вс |
|    |    |    | 1  | 2  | 3  | 4  |
| 5  | 6  | 7  | 8  | 9  | 10 | 11 |
| 12 | 13 | 14 | 15 | 16 | 17 | 18 |
| 19 | 20 | 21 | 22 | 23 | 24 | 25 |
| 26 | 27 | 28 | 29 | 30 | 31 |    |

| Пн | Вт | Ср | Чт | Пт | Сб | Вс |
|    |    |    |    |    |    | 1  |
| 2  | 3  | 4  | 5  | 6  | 7  | 8  |
| 9  | 10 | 11 | 12 | 13 | 14 | 15 |
| 16 | 17 | 18 | 19 | 20 | 21 | 22 |
| 23 | 24 | 25 | 26 | 27 | 28 | 29 |
| 30 | 31 |    |    |    |    |    |

| Пн | Вт | Ср | Чт | Пт | Сб | Вс |
|    |    | 1  | 2  | 3  | 4  | 5  |
| 6  | 7  | 8  | 9  | 10 | 11 | 12 |
| 13 | 14 | 15 | 16 | 17 | 18 | 19 |
| 20 | 21 | 22 | 23 | 24 | 25 | 26 |
| 27 | 28 | 29 | 30 |    |    |    |

| Пн | Вт | Ср | Чт | Пт | Сб | Вс |
|    |    |    |    | 1  | 2  | 3  |
| 4  | 5  | 6  | 7  | 8  | 9  | 10 |
| 11 | 12 | 13 | 14 | 15 | 16 | 17 |
| 18 | 19 | 20 | 21 | 22 | 23 | 24 |
| 25 | 26 | 27 | 28 | 29 | 30 | 31 |

| Пн | Вт | Ср | Чт | Пт | Сб | Вс |
| 1  | 2  | 3  | 4  | 5  | 6  | 7  |
| 8  | 9  | 10 | 11 | 12 | 13 | 14 |
| 15 | 16 | 17 | 18 | 19 | 20 | 21 |
| 22 | 23 | 24 | 25 | 26 | 27 | 28 |
| 29 | 30 |    |    |    |    |    |

| Пн | Вт | Ср | Чт | Пт | Сб | Вс |
|    |    | 1  | 2  | 3  | 4  | 5  |
| 6  | 7  | 8  | 9  | 10 | 11 | 12 |
| 13 | 14 | 15 | 16 | 17 | 18 | 19 |
| 20 | 21 | 22 | 23 | 24 | 25 | 26 |
| 27 | 28 | 29 | 30 | 31 |    |    |

## События
- 1618—1683 — маньчжурское завоевание Китая. Процесс распространения власти маньчжурской империи Цин на территорию, принадлежавшую китайской империи Мин[1].
  - 1673—1681 — война саньфань. Восстание трёх китайских вассалов Цинской империи против маньчжурского господства; на стороне восставших выступило также признававшее власть империи Мин государство семьи Чжэн. После подавления восстания маньчжуры установили свою власть над всем материковым Китаем[1].
- 1672—1678 — Голландская война. Военный конфликт, участниками которого были с одной стороны Франция, Англия, Швеция, Кёльн и Мюнстер, а с другой — Голландия, Испания, Габсбургская монархия и Бранденбург[2].
  - Ноябрь 1676—17 марта 1677 — осада Валансьена[3].
  - 3 марта — первое сражение у Тобаго[4].
  - 20 марта—19 апреля — осада Камбре[5].
  - 11 апреля — сражение при Касселе[6].
  - 12 декабря — второе сражение у Тобаго[4].
- 1675—1678 — Война короля Филипа. Вооружённый конфликт между частью индейских племён северо-восточной части Северной Америки, с одной стороны, и английскими колонистами Новой Англии, а также их индейскими союзниками с другой[7].
- 1675—1679 — Датско—шведская война[8].
  - 1675—1679 — восстание <<вольных стрелков>>. Вооружённое восстание против шведского владычества в областях Сконе, Блекинге и Халланд[9].
  - Лето—осень — захват Емтланда[10].
  - 1—2 июля — морское сражение у бухты Кёге[11].
  - 6—23 июля — сражение при Марстранде[12].
  - 26 июня — битва при Мальмё[13].
  - 14 июля — битва при Ландскруне[14].
  - 28 августа — сражение при Уддевалле[12].
- Акт английского парламента о положении крестьян-держателей как краткосрочных арендаторов.
- Португальским правительством запрещён импорт шерстяных изделий.
- Себастьен Ле Претр де Вобан назначен руководителем всех инженерных работ во Франции, окружив её кольцом крепостей.
- Образование Инфлянтского княжества в Латвии.
- Ирокезы организовывают Договорную Цепь, в которую последовательно включают все подчинённые племена.
- Возникновение института «леверенций» (принудительных поставок) в Индонезии.

## Русское государство
Царствование: 1676—1682 — Фёдор Алексеевич
- 1676—1681 — Русско—турецкая война[15].
  - Лето — 100-тысячная турецкая армия Ибрахима-паши и крымского хана Селим-Гирея двинулась на Чигирин на правом берегу Днепра.
  - Первый Чигиринский поход турецкой армии против Российского государства[16].
  - 3 (13) августа — турецкая армия Ибрагим-паши осадило Чигирин[16].
  - 17 (27) августа — на помощь защитникам Чигирина были направлены полк пехоты и 1 тыс. драгун, которые ночью сумели пройти через турецкие позиции в крепость[16].
  - 25 августа (4 сентября) — Русско-украинское войско Григория Ромодановского и гетмана Ивана Самойловича в боях за переправу через Днепр нанесло туркам поражение[16].
  - 27—28 августа — Бужинская битва[17].
  - 28 августа (7 сентября) — русская армия в ходе ожесточённых боёв разгромило корпус турецких янычар и крымских татар. Итогом стало снятие осады с Чигирина и отход турецких войск за р. Ингул[16].
  - Юрий Богданович Хмельницкий расстрижен константинопольским патриархом Дионисием IV и был пожалован турецким султаном Мехмедом IV титулами двух княжеств: "Малороссийской украины" и "Сарматского княжества", а также "вождя Запорожского войска"[18].
  - 1677—1678 — Ю.Б. Хмельницкий командовал отрядом пленённых в 1674 году казаков (до 400 человек) в составе турецко-крымско-татарских войск (см. Чигиринские походы). Посылал жителям Малороссии, как якобы её "владетель и отчич" и в Запорожскую Сечь "прелестные универсалы" с обещаниями турецких милостей и угрозами[18].
  - Ю.Б. Хмельницкий, за провал турецкой военной компании, ненадолго был арестован по приказу сераксира Ибрагим—паши[18].
  - Совместный поход Запорожского войска под командованием И.С. Самойловича и русского войска под командованием Г.Г. Ромодановского на Правобережную Украину[19].
- После сдачи в плен гетмана Правобережной Украины П.Д. Дорошенко, Голицыну пожалована гетманская булава[20].
- В.В. Голицын, во время Чигиринского похода, двинулся на помощь силам Г.Г. Ромодановского, но был отозван родственниками, опасавшихся проигрыша местнического спора[20].
- Апрель — Милославский Иван Михайлович, в борьбе за власть, прилюдно оскорбил вдовствующую царицу Нарышкину Наталью Кирилловну, но не смог найти поддержки при царском дворе и у патриарха Иоакима[21].
  - Конец лета — Милославскому И.М., при поддержке князей Одоевских и боярина Стрешнева Родиона Матвеевича, удалось на два года удалить от двора и отправить в опалу почти всех Нарышкиных[21].
- 9 (19) августа — издан указ об отмене церковных тарханов (льготных налоговых грамот). Эти финансовые реформы осложнили отношения с церковью[21].
- 1677—1678 — русская дипломатическая миссия в Речь Посполитую[22].
- Паломничество царя Фёдора Алексеевича к чудотворному образу Казанской иконы Божией Матери в Вязниковскую слободу (сов. г. Вязники)[23].
- Пожалование Думным дворянином: Голохвастов Василий Яковлевич, Желябужский Иван Афанасьевич, Лодыженский Фёдор Борисович, Матюшкин Пётр Иванович, Собакин Василий Никифорович, Яшков Борис Гаврилович[24].
- Пожалованы окольничеством: Заборовский Семён Иванович[25], Бутурлин Иван Васильевич, Волконский Григорий Афанасьевич, Головин Михаил Петрович, Кондырев Иван Тимофеевич, Кондырев Пётр Тимофеевич, Лобанов-Ростовский Алексей Иванович, Собакин Григорий Никифорович, Троекуров Иван Борисович, Хитрово Иван Севастьянович, Хитрово Александр Севастьянович, Юшков Борис Гаврилович, Юшков Тимофей Борисович[24].
- Пожалованы боярством: Троекуров Иван Борисович (ум. 1703)[26], Хованский Семён Андреевич, Волынский Василий Семёнович, Милославский Иван Михайлович (по другим данным в 1676 году)[21], Борятинский Иван Петрович[24], Шереметев Пётр Васильевич Меньшой[27].
- Местничество: 
  - Ромодановский Григорий Григорьевич и Голицын Василий Васильевич[28].
  - Кобяков Григорий Алексеевич и Барятинский Юрий Никитич[28].
  - Хилков Фёдор Андреевич, Хилков Фёдор Фёдорович против Долгоруков Юрий Алексеевич[28].
  - Булгаков Тимофей Богданович и Ржевский Иван Иванович[28].
  - Грибоедов Семён Фёдорович — челобитье о подтверждении указа о безместии[28].
  - Хованский Пётр Иванович и Голицын Василий Васильевич[28].

- Тобольск практически полностью уничтожен пожаром (см. 1643 и 1681 год)[29].
- Впервые упоминается деревня Талдом (сов. г. Талдом)[30].

### Руководители приказов
| Года      | Приказ                     | Ф,И,О главы                  | Примечания                       |
| --------- | -------------------------- | ---------------------------- | -------------------------------- |
| 1654—1680 | Оружейная палата           | Хитрово Богдан Матвеевич     |                                  |
| 1664—1680 | Большого дворца            | Хитрово Богдан Матвеевич     |                                  |
| 1664—1680 | Судный дворцовый приказ    | Хитрово Богдан Матвеевич     |                                  |
| 1671—1680 | Костромская четверть       | Хитрово Богдан Матвеевич     |                                  |
| 1677—1680 | Владимирский судный приказ | Голицын Василий Васильевич   |                                  |
| 1676-1680 | Большого прихода           | Милославский Иван Михайлович | Боярин                           |
| 1676-1682 | Большой казны              | Милославский Иван Михайлович | Боярин                           |
| 1677-1680 | Иноземский приказ          | Милославский Иван Михайлович | Боярин                           |
| 1677-1680 | Рейтарский приказ          | Милославский Иван Михайлович | Боярин                           |
| 1677-1680 | Владимирская четверть      | Милославский Иван Михайлович | Боярин                           |
| 1677-1680 | Галицкая четверть          | Милославский Иван Михайлович | Боярин                           |
| 1677-1680 | Новгородская четверть      | Милославский Иван Михайлович | Боярин                           |
| 1677-1680 | Новая четь                 | Милославский Иван Михайлович | Боярин                           |
| 1677-1680 | Пушкарский приказ          | Милославский Иван Михайлович | Боярин                           |
| 1676-1680 | Сыскной приказ             | Долгоруков Юрий Алексеевич   | Первый раз: 1648-1654            |
| 1676-1680 | Хлебный приказ             | Долгоруков Юрий Алексеевич   |                                  |
| 1676-1680 | Устюжская четверть         | Долгоруков Юрий Алексеевич   |                                  |
| 1677-1678 | Счётный приказ             | Долгоруков Юрий Алексеевич   |                                  |
| 1677      | Пушкарский приказ          | Долгоруков Юрий Алексеевич   | Первый раз: 1650-1654; 1656-1661 |
| 1676-1682 | Стрелецкий приказ          | Долгоруков Юрий Алексеевич   |                                  |
| 1672-1680 | Казанского дворца          | Долгоруков Михаил Юрьевич    |                                  |
| 1676-1689 | Аптекарский приказ         | Одоевский Никита Иванович    | Боярин                           |

#### Воеводы[35]
| Года      | Город           | Ф,И,О воеводы                   | Примечания                              |
| --------- | --------------- | ------------------------------- | --------------------------------------- |
| 1677-1678 | Алексин         | Глазов Пётр Михайлович          |                                         |
| 1676-1677 | Арзамас         | Золотарёв Мирон Иванович        |                                         |
| 1676-1677 | Астрахань       | Щербатов Константин Осипович    | Окольничий                              |
| 1677-1678 | Астрахань       | ? Пётр Михайлович               | Боярин                                  |
| 1677-1678 | Ахтырка         | Небольсин Фёдор                 |                                         |
| 1675-1677 | Балахна         | Поздеев Матвей                  |                                         |
| 1676-1678 | Баргузинск      | Лисовский Самойло Александрович | Стрелецкий и казачий голова             |
| 1676-1681 | Берёзов         | Гагарин Василий Михайлович      | Стольник                                |
| 1677-1678 | Богодухов       | Логинов Ефим                    |                                         |
| 1677      | Богородицк      | Зыков Иван Большой              |                                         |
| 1677-1678 | Болхов          | Логинов Евсей Никонович         |                                         |
| 1676-1678 | Борисов         | Белой Максим                    | Ружейник рейтарского строя              |
| 1677-1679 | Царёв-Борисов   | Белов Алексей                   |                                         |
| 1677-1678 | Боровня         | Домнин Алферий                  |                                         |
| 1671-1684 | Братский острог | Перфирьев Иван                  | Енисейский сын боярский                 |
| 1677-1678 | Брянск          | Колычев Яков Никитич            | Дворянин                                |
| 1677-1678 | Булыклея        | Авдеев Андрей                   |                                         |
| 1677-1678 | Бежецк          | Квашнин Борис Максимович        |                                         |
| 1677-1678 | Белгород        | Лихарев Иван Петрович           | Стольник. В другом акте Думный дворянин |
| 1677-1678 | Белёв           | Левшин Афанасий Иванович        | Дворянин                                |
| 1677      | Белоколодск     | Украинцев Степан Григорьевич    | Рязанец                                 |

## Начало правления
См. также: Список глав государств в 1677 году

## Наука и искусство
- Роберт Гук назначен секретарём Лондонского Королевского общества.
- Антони ван Левенгук при помощи микроскопов впервые наблюдал и зарисовал сперматозоиды.
- Открытие Рейгером (Польша) гидростатической лёгочной пробы на живорождённость (см. Судебная медицина).
- Галлеем разработана теория метода определения параллакса Солнца.
- Издана и поставлена «Федра» Расина.
- Симон Матвеевич Гутовский построил первый русский стан глубокой печати. Начало нотопечатания.
- Начато строительство трапезной Симонова монастыря в Москве.
- Впервые переведён в сокращённом виде с польского на русский язык сборник средневековых нравоучительных рассказов «Великое Зерцало».
- На церковнославянском языке вышел музыкально-теоретический трактат «Букварь-грамматика пения мусикийского…» Николая Павловича Дилецкого.

## Родились
См. также: Категория:Родившиеся в 1677 году
- 18 февраля — Жак Кассини, французский астроном и геодезист (ум. 1756).
- Май — Ли Цинъюнь, китайский сверхдолгожитель.(ум.1933)
- 7 сентября — Стивен Гейлс, английский ботаник и химик (ум. 1761).
- 20 октября — Станислав Лещинский, польский король (ум. 1766)[36].
- Абрахам I Дерби — английский промышленник (ум. 1717).
- Михаил Иванович Сердюков — русский гидротехник (ум. 1754).
- Джордж Фаркер — ирландский драматург (ум. 1707). По другим данным, родился в 1678.

## Скончались
См. также: Категория:Умершие в 1677 году
- 22 февраля — Бенедикт Спиноза, нидерландский философ (род. 1632).
- 28 марта — Вацлав Холлар, чешский график и рисовальщик (род. 1607).
- 20 апреля — Матье Ленен, французский живописец (род. 1607).
- 4 мая — Исаак Барроу, английский математик, филолог и богослов (род. 1630).
- 11 сентября — Джеймс Гаррингтон, английский публицист (род. 1611).
- 6 октября — Войцех Коялович, литовский историк (род. 1609).
- 16 октября — Фрэнсис Глиссон, английский врач, анатом и физиолог (род. 1597).
- Феодора Алексеевна (1674-1677) — русская царевна, дочь царя Алексея Михайловича и Натальи Кирилловны Нарышкиной, родная сестра императора Петра I Алексеевича[37].
- Никита Павловец — жалованный иконописец Оружейной палаты.
- Саиб Тебризи — азербайджанский поэт (род. 1601).